# Radikal 77
Radikal 77 mit der Bedeutung „stehenbleiben“ ist eines von den 34 traditionellen Radikalen der chinesischen Schrift, die aus vier Strichen bestehen.
Mit 10 Zeichenverbindungen in Mathews’ Chinese-English Dictionary nimmt er eine sehr geringe Häufigkeit ein.

## Schriftzeichenverbindungen, die vom Radikal 77 regiert werden
| Striche | Zeichen     |
| ------- | ----------- |
| +0      | 止          |
| +01     | 正          |
| +02     | 此          |
| +03     | 步          |
| +04     | 武 歧 歨 歩 |
| +05     | 歪 歫       |
| +06     | 歬 歭       |
| +08     | 歮          |
| +09     | 歰 歱 歲 歳 |
| +10     | 歴          |
| +11     | 歵          |
| +12     | 歷          |
| +14     | 歸          |

 Im Unicodeblock Kangxi-Radikale ist das Radikal 77 unter der Codepointnummer 12.108 (U+2F4C) codiert.